# Conquête de Tarragone
 (avril 2025).
La Conquête de Tarragone fut l'une des campagnes de Abu Yaqub Yusuf dans l'est d'Al-Andalus[Quand ?]. Ce dernier a envahi la Catalogne, ravagé Tarragone et, l'année suivante[Laquelle ?], il s'est établi à Séville.

## Contexte
En 1172, les Almohades parvinrent à vaincre la résistance de Muhammad ibn Mardanis, achevant ainsi l’unification de Al-Andalus. Cette victoire leur permit de concentrer leurs efforts sur l’intensification des offensives contre les frontières chrétiennes. Les souverains chrétiens, ayant anticipé la menace croissante, avaient déjà pris des mesures. Cette même année, les Almohades lancèrent une attaque contre la forteresse de Huete, marquant le début d’une longue période de conflits entre les Almohades et les royaumes chrétiens du nord,.

## Déroulement
En 1174, les forces almohades dirigées par Abu Yaqub Yusuf envahirent la Catalogne et s'emparèrent de Tarragone et Tortosa. Abu Yaqub Yusuf ravagea une grande partie de la Catalogne, tua un grand nombre de chrétiens, fit de nombreux prisonniers et retourna ensuite à Séville en vainqueur,,,,,,.

## Conséquence
La conquête de Tarragone fut un coup dur pour la Couronne d'Aragon et démontra la puissance militaire du Califat almohade dans la région. Bien que les Almohades n'aient pas cherché à maintenir leur contrôle sur la Catalogne, cette campagne témoigne de leur capacité à projeter leur force loin dans les terres chrétiennes.